# Karacadağ
De Karacadağ, Karaca Dağ of Qerejdax (Koerdisch) is een 1.957 meter hoge schildvulkaan in het grensgebied van de provincies Şanlıurfa en Diyarbakir in Zuidoost-Anatolië (Turkije), zo'n 150 km ten zuidwesten van de Anatolische hoogvlakte en 100 km ten noorden van de Syrische grens. Het hoogste punt wordt de Kolubaba-top genoemd. De gestolde lava-massa reikt tot het bekken van de Tigris.
Het is onbekend wanneer de vulkaan voor het laatst is uitgebarsten. Analyse van de lava met Kalium-argonmethode geeft aan dat de onderzochte lava stamt uit het midden van het Pleistoceen. Op satellietbeelden zijn echter lavastromen gezien die mogelijk slechts enkele duizenden jaren oud zouden kunnen zijn. Deze lavastromen liggen met name aan de oostkant.